# 黃頭擬管舌鳥
黄頭情棘雀（Rhodacanthis flaviceps），又名小管鴰或黃頭似管舌鳥，是已滅絕的一種管舌鳥，且是歷史上最早滅絕的物種之一。

## 特徵
黄頭情棘雀是兩性異形的。雄鳥上身呈金黃色，下身呈橄欖綠色。雌鳥差不多與帕氏情棘雀一樣，但較為深色。雛鳥的腹部有斑紋，與雌鳥相似。牠們如其名般細小，只有5吋長。

## 棲息地
黄頭情棘雀經常在相思木出沒，主要是吃其花蜜及果實，在樹上遮蔭。牠們亦會與帕氏情棘雀一同生活。

## 滅絕
以往發現了幾個黄頭情棘雀的標本，並已存放在倫敦、劍橋、紐約、費城及柏林。牠們的數量原先已很稀少，再加上人類帶來歐洲牛及開發相思木森林，而令牠們滅絕。歐洲牛的到來破壞了相思木的生態，而令牠們失去了食物及棲息地而消失。最後於1891年見到牠們。